# Андерсон, Капри
Капри Андерсон (англ. Capri Anderson, настоящее имя Кристин Уолш; род. 30 марта 1988, Нью-Йорк, Нью-Йорк (штат), США) — американская модель и порноактриса.

## Ранние годы
Родилась 30 марта 1988 года в Нью-Йорке в семье с валлийскими и ирландскими корнями. Выросла в Нью-Йорке и Флориде. В детстве занималась танцами и конным спортом. Начала сниматься в порно в 18 лет, записав видео со своим бойфрендом, которое позже было продано сайту для взрослых. В 2007 году начинает сниматься в явных хардкорных фильмах. Первым фильмом стал Cable Guy Sex.

## Карьера
В 2011 году подписала эксклюзивный контракт с Vivid Entertainment. Позже, в 2013 году, за роль в порнопародии Not the Wizard of Oz XXX получила AVN Awards в номинации «лучшая актриса второго плана».
Ушла из индустрии в 2017 году, появившись в общей сложности в 148 фильмах.

## Избранная фильмография
- 2007 : Backyard Oil Wrestling
- 2008 : Cable Guy Sex[1]
- 2008 : Filthy’s First taste 7[1]
- 2008 : Sluts Fight Club
- 2008 : Virgins of the screen 6[5]
- 2009 : Cougars Crave Young Kittens 1
- 2009 : Do Me Wet
- 2010 : Meow!
- 2010 : Molly’s Life 5
- 2010 : Mother-Daughter Exchange Club 12
- 2010 : We Live Together.com 14
- 2010 : Women Seeking Women 59
- 2010 : Charlie’s Angel Capri Anderson
- 2011 : Spider-Man XXX: A Porn Parody, Аксель Браун, Мэри Джейн Уотсон
- 2011 : Goddesses
- 2012 : Me and My Girlfriend 2
- 2012 : Water Guns
- 2013 : Lesbian Love Stories 2
- 2013 : We’re Young and Love to Lick Pussy
- 2014 : Luscious Lesbians 2
- 2014 : Obsessed
- 2015 : Gettin' Hot By The Fire
- 2015 : Delightful Ambition
- 2016 : Sapphic Erotica 3
- 2016 : Wet For Women 4
- 2017 : Julia Ann and Her Girlfriends
- 2017 : Sister Act (II)

## Премии и номинации
| Год  | Премия | Категория                        | Фильм | Результат |
| ---- | ------ | -------------------------------- | --- | --------- |
| 2011 | AVN    | Best Web Star                    | ClubCapriAnderson.com                                                                                    | Номинация |
| 2011 | AVN    | Best All-Girl Couples Sex Scene  | Foot Fetish Daily (shared with Ruby Knox)                                                                | Номинация |
| 2011 | AVN    | Best Tease Performance           | Meow! | Номинация |
| 2012 | AVN    | Best Actress                     | Runaway                                                                                                  | Номинация |
| 2012 | AVN    | Best Oral Sex Scene              | Spider-Man XXX: A Porn Parody                                                                            | Номинация |
| 2012 | AVN    | Best Solo Sex Scene              | My Little Black Book                                                                                     | Номинация |
| 2012 | AVN    | Best Three-Way Sex Scene (G/G/B) | Spider-Man XXX: A Porn Parody (shared with Ash Hollywood and Seth Dickens)                               | Номинация |
| 2012 | AVN    | Crossover Star of the Year       | | Номинация |
| 2012 | AVN    | Most Outrageous Sex Scene        | Spider-Man XXX: A Porn Parody (scene: «The Amazing Upside-Down Spidey B.J.» — shared with Xander Corvus) | Номинация |
| 2013 | AVN    | Best Supporting Actress          | Pee-Wee’s XXX Adventure: A Porn Parody                                                                   | Победа    |
| 2013 | XBIZ   | Best Actress — All-Girl Release  | Me and My Girlfriend 2                                                                                   | Номинация |
| 2014 | AVN    | Best All-Girl Group Sex Scene    | Streaker Girls (с Ташей Рейн, Рикки Сикс и Хизер Вон)                                                    | Номинация |
| 2014 | AVN    | Best Tease Performance           | Cuties 4                                                                                                 | Номинация |